# زمین‌لرزه (فیلم ۲۰۱۶)
زمین‌لرزه (ارمنی: Երկրաշարժ؛ یِرکراشارژ) یک فیلم درام به کارگردانی ساریک آندرئاسیان که محصول کشور ارمنستان است که در سال ۲۰۱۶ منتشر شد. داستان این فیلم دربارهٔ زمین‌لرزه ۱۹۸۸ ارمنستان است.
این فیلم نماینده سینمای ارمنستان در هشتاد و نهمین دوره جایزه اسکار بهترین فیلم خارجی‌زبان بود.

## داستان فیلم
این فیلم درباره زمین‌لرزه دسامبر ۱۹۸۸ در شهر اسپیتاک در شمال ارمنستان است. داستان در لنیناکان (گیومری فعلی) روی می‌دهد و درباره ، یک مرد ۵۰ ساله روس به نام «کنستانتین برژنوی» و یک مرد آمریکایی ۲۸ ساله آمریکایی به نام «روبرت ملکونیان» است که برای نجات بازماندگان وارد عمل می‌شوند.

## بازیگران
- سباستین سیساک در نقش دیدیه، یک سینولوژیست
- سابینا آخمدووا در نقش گایانه
- کونستانتین لاوروننکو در نقش کُنستانتین بِرِژنوی
- آرتیوم بیستروف در نقش بالابر
- آرسن گریگوریان در نقش ریژیی
- ماریا میرونووا در نقش آنا بِرِزنایا
- میکائیل بوغوسیان در نقش یِرِم
- آرتیوم بیستروف در نقش گریشا
- مارجان آوتیسیان
- پیش‌نویس:تاتئو هواکیمیان